# Péter Varga (Geophysiker)
Péter Varga (* 1942) ist ein ungarischer Geophysiker an der Ungarischen Akademie der Wissenschaften in Budapest. Gleichzeitig leitet er die Abteilung für Seismologie am Forschungsinstitut GGRI (ungar. Geodéziai és Geofizikai Kutatóintézet in Sopron (Ödenburg)).
Vargas Forschungs-Schwerpunkte sind Struktur des Erdinneren, Regionale Seismizität und Spannungszustände, Themen der Geodynamik (Erdrotation, Erdgezeiten und -Reibung) sowie Wissenschaftsgeschichte.
Nach seinem Studium an der Moskauer Lomonossow-Universität war er am Budapester Eötvös Loránd-Institut als Geophysiker tätig. In den 1980er-Jahren promovierte er und war mehrmals als Humboldt-Stipendiat in Deutschland. Um 1990 wurde er Direktor des GGRI Sopron und später Generalsekretär der geowissenschaftlichen Sektion der von Österreich, Italien, Ungarn und der ČSSR gegründeten Central European Initiative.
Neben mehreren Mitgliedschaften in internationalen Organisationen kooperiert er mit verschiedenen Instituten Ungarns und der Nachbarländer, wo er öfters als Gastprofessor für Seismologie tätig ist.